# Wilmot Redd
Pour les articles homonymes, voir Redd.

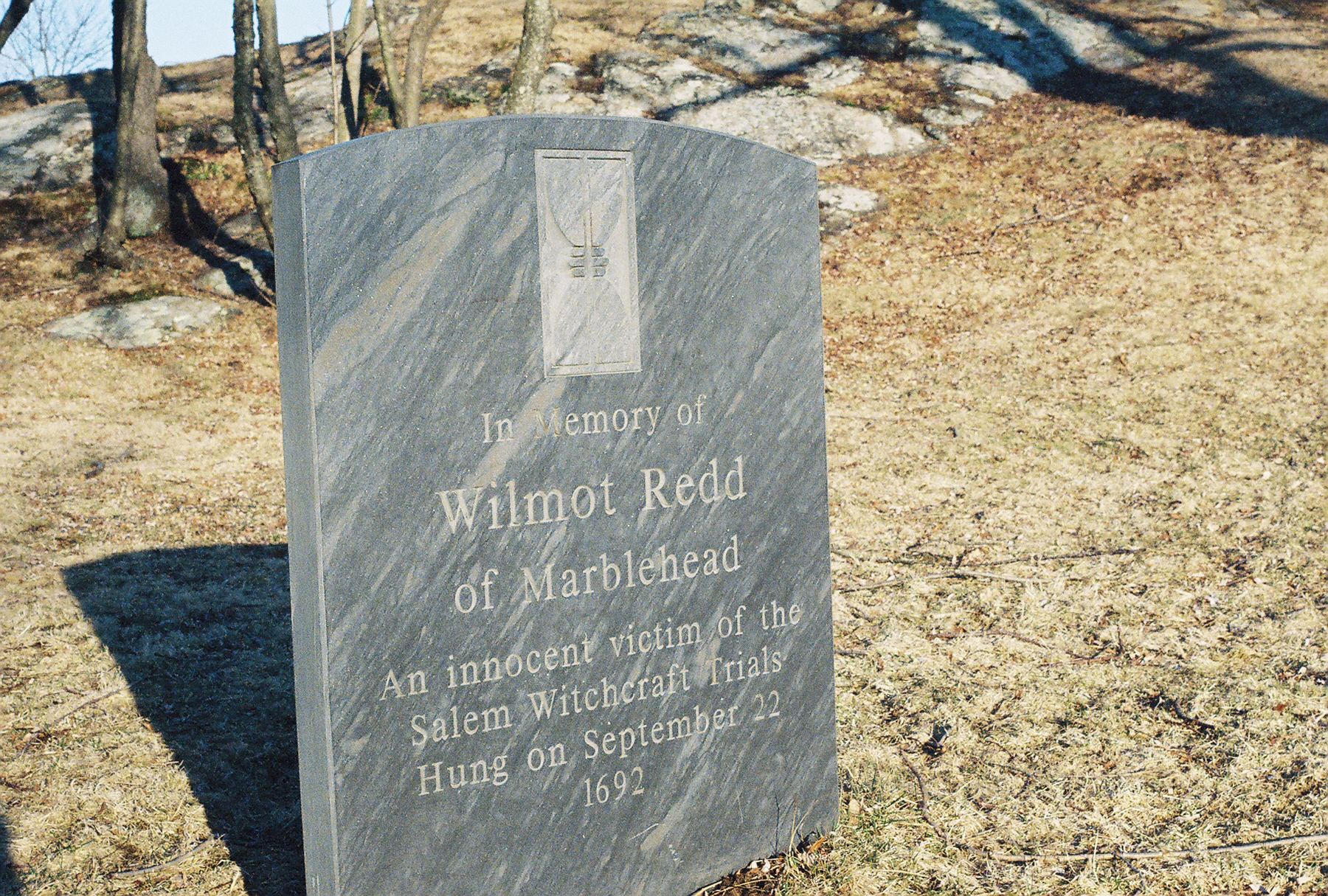
Un mémorial en l'honneur de Wilmot Redd. On peut y lire « En mémoire de Wilmot Redd de Marblehead. Une innocente victime des procès des sorcières de Salem, pendue le 22 septembre 1692 ».

Wilmot Redd (aussi connue sous le nom de Wilmot Read et Wilmot Reed) (début du XVIIe siècle - 22 septembre 1692) est l'une des victimes des procès des sorcières de Salem de 1692.

## Biographie
Elle est née à Marblehead, dans le Massachusetts, et a été exécutée par pendaison le 22 septembre 1692. Son mari était Samuel Redd, un pêcheur. Elle est connue pour son caractère irascible ; cependant, aux yeux de ses voisins, elle était « probablement plus garce que sorcière » (probably more bitch than witch).

## Procès de Salem et exécution
Wilmot Redd est interpellée le 28 mai 1692, par l'officier local, nommé James Smith. Le mandat d'arrêt avait été signé par les magistrats Jonathan Corwin et John Hathorne. Elle est accusée d'avoir pratiqué divers actes de sorcellerie sur les personnes de Marie Walcott et de Mercy Lewis (en), et d'autres personnes du village de Salem.
Un examen préliminaire a lieu le 31 mai 1692, dans la maison de Nathan Ingersoll, à Salem Village. C'est la première rencontre de Wilmot Redd avec les enfants qu'elle aurait supposément ensorcelés. Confrontées à elle, ses « victimes » ont eu des crises assez rapidement ; interrogée sur l'origine de ces phénomènes, Wilmot Redd aurait répondu « je ne peux pas l'expliquer » (I cannot tell). Exhortée à donner une explication, elle a déclaré : « Mon opinion est qu'elles sont dans un triste état ». (My opinion is they are in a sad condition).
Elle est alors accusée de pratiquer de « détestables arts, appelés sorcellerie, malicieusement et vicieusement utilisés, pratiqués et exercés dans le village de Salem » (Detestable arts called Witchcraft and Sorceries wickedly, mallitiously [sic] and felloniously used, practiced & exercised at the Towne of Salem.). Elle est ensuite pendue.
Son corps est enterré dans une fosse commune dont l'emplacement est inconnu. Des plaques mémorielles existent en sa mémoire, à Marblehead, et au Mémorial de sorcières de Salem.

## Réhabilitation officielle de sa mémoire
Le 31 octobre 2001, le Massachusetts disculpe officiellement cinq victimes d'accusations de sorcellerie lors des procès de Salem, notamment Wilmot Redd. En 1711, moins de 20 ans après les procès, plusieurs parmi les vingt victimes avaient été innocentées et réhabilitées et leurs familles avaient été dédommagées, mais plusieurs ne s'étaient pas présentées à ce moment-là. L'État du Massachusetts avait également réhabilité la mémoire d'une nouvelle victime en 1957.